# Bitwa pod Methven
Bitwa pod Methven (koło Perth) – starcie zbrojne, które miało miejsce 19 czerwca 1306 r. między wojskami szkockiego króla Roberta I Bruce'a a oddziałami angielskimi pod wodzą Aymera de Valence'a, earla Permbroke.
Armia szkocka liczyła 4 500 wojowników, przeciwko nim stało 3 000 żołnierzy angielskich. Zaskoczeni Szkoci doznali porażki, a Robert Bruce, ledwie unikając pojmania, zdołał wycofać się z kilkuset ocalałymi żołnierzami na zachód.